# Enrique Bolaños
Enrique Bolaños Geyer (Masaya, Nicaragua, 13 de maig de 1928 – 14 de juny 2021) va ser un enginyer, polític i empresari nicaragüenc que va ser president de la República des del 10 de gener de 2002 al 10 de gener de 2007.

## President de la República
El 10 de gener de 2002 va prendre possessió de la prefectura de la Nació amb mandat fins a 2007 en presència de diversos presidents de la regió i al voltant de 500 empresaris i homes de negocis de 28 països, convidats per demostrar el seu convenciment que el país resultava atractiu a la inversió forana.
Bolaños va fer el distanciament més ostensible de l'expresident Arnoldo Alemán pocs dies després de ser proclamat president electe amb el seu anunci que es proposava revisar la Constitució per acabar amb el repartiment de càrrecs en els poders de l'Estat, emparat en llei, entre liberals i sandinistes.
Abans d'assumir el càrrec, Bolaños va declarar que "suplicaria" de ser necessari el suport dels diputats lleials a l'expresident Alemán, els qui van guanyar l'escó perquè formaven part de la proposta electoral que ell va encapçalar i va portar a la victòria.
No obstant això, els alemanistas es van apuntar la seva primera victòria en la vespra mateixa del traspado de la banda presidencial quan 49 diputats van triar a Óscar Moncada com a president de l'Assemblea Nacional enfront del postulante proposat per Bolaños, Jaime Cuadra Somarriba. El gener de 2007 li va rellevar en la presidència pel mateix Daniel Ortega guanyador dels comicis de l'any anterior.